# Dolna Odra (stacja kolejowa)
Dolna Odra – stacja kolejowa położona w pobliżu miejscowości Nowe Czarnowo, koło Elektrowni Dolna Odra, w województwie zachodniopomorskim, w Polsce. Zbudowana została w latach 70. w związku z uruchomieniem elektrowni. Ze stacji odchodzi bocznica prowadząca do Elektrowni Dolna Odra.

## Ruch pasażerski
| Rok  | Wymiana pasażerska na dobę |
| ---- | -------------------------- |
| 2017 | 50-99                      |
| 2022 | 50-99                      |